# Challenger de Kachreti 2024
El torneo Kachreti Challenger 2024 fue un torneo de tenis perteneció al ATP Challenger Tour 2024 en la categoría Challenger 50. Se trató de la 1ª edición; el torneo tuvo lugar en la ciudad de Kachreti (Georgia), desde el 20 hasta el 26 de mayo de 2024 sobre pista dura al aire libre.

## Jugadores participantes del cuadro de individuales
| Preclasificado | País                    | Jugador             | Rank1 | Posición en el torneo |
| 1              | Bandera de Australia    | Philip Sekulic      | 257   | Semifinales           |
| 2              | Bandera del Reino Unido | Charles Broom       | 313   | Segunda ronda         |
| 3              | Bandera vacío           | Egor Gerasimov      | 321   | Cuartos de final      |
| 4              | Bandera de Lituania     | Ričardas Berankis   | 322   | Primera ronda         |
| 5              | Bandera del Reino Unido | Paul Jubb           | 332   | Semifinales           |
| 6              | Bandera de Ucrania      | Vadym Ursu          | 347   | Segunda ronda         |
| 7              | Bandera del Reino Unido | Giles Hussey        | 355   | Segunda ronda         |
| 8              | Bandera de la India     | Ramkumar Ramanathan | 358   | Cuartos de final      |

- 1 Se ha tomado en cuenta el ranking del 6 de mayo de 2024.

### Otros participantes
Los siguientes jugadores recibieron una invitación (wild card), por lo tanto ingresan directamente al cuadro principal (WC):
- Aleksandre Bakshi
- Saba Purtseladze
- Saba Purtseladze

Los siguientes jugadores ingresan al cuadro principal tras disputar el cuadro clasificatorio (Q):
- Alafia Ayeni
- Ulises Blanch
- Evgeny Karlovskiy
- Ryuki Matsuda
- Hamish Stewart
- Nikolay Vylegzhanin

## Campeones

### Individual Masculino
- Robin Bertrand derrotó en la final a  Aleksandre Bakshi por 6–1, 3–6, 7–5

### Dobles Masculino
- Charles Broom /  Ben Jones derrotaron en la final a  Evgeny Karlovskiy /  Evgenii Tiurnev por 3–6, 6–1, [10–8]